# Sillé-le-Guillaume
Sillé-le-Guillaume település Franciaországban, Sarthe megyében. Lakosainak száma 2192 fő (2022. január 1.). Sillé-le-Guillaume Mont-Saint-Jean, Le Grez, Rouessé-Vassé, Rouez, Saint-Rémy-de-Sillé és Vimartin-sur-Orthe községekkel határos.

## Népesség
A település népessége az elmúlt években az alábbi módon változott:
| Lakosok száma | 2357 | 2318 | 2400 | 2305 | 2267 | 2231 | 2195 | 2195 | 2192 |
|               | 2013 | 2015 | 2016 | 2017 | 2018 | 2019 | 2020 | 2021 | 2022 |